# Encelia farinosa
Espèce
Classification phylogénétique
Encelia farinosa est une espèce de plante à fleurs de la famille des Asteraceae.

## Description morphologique

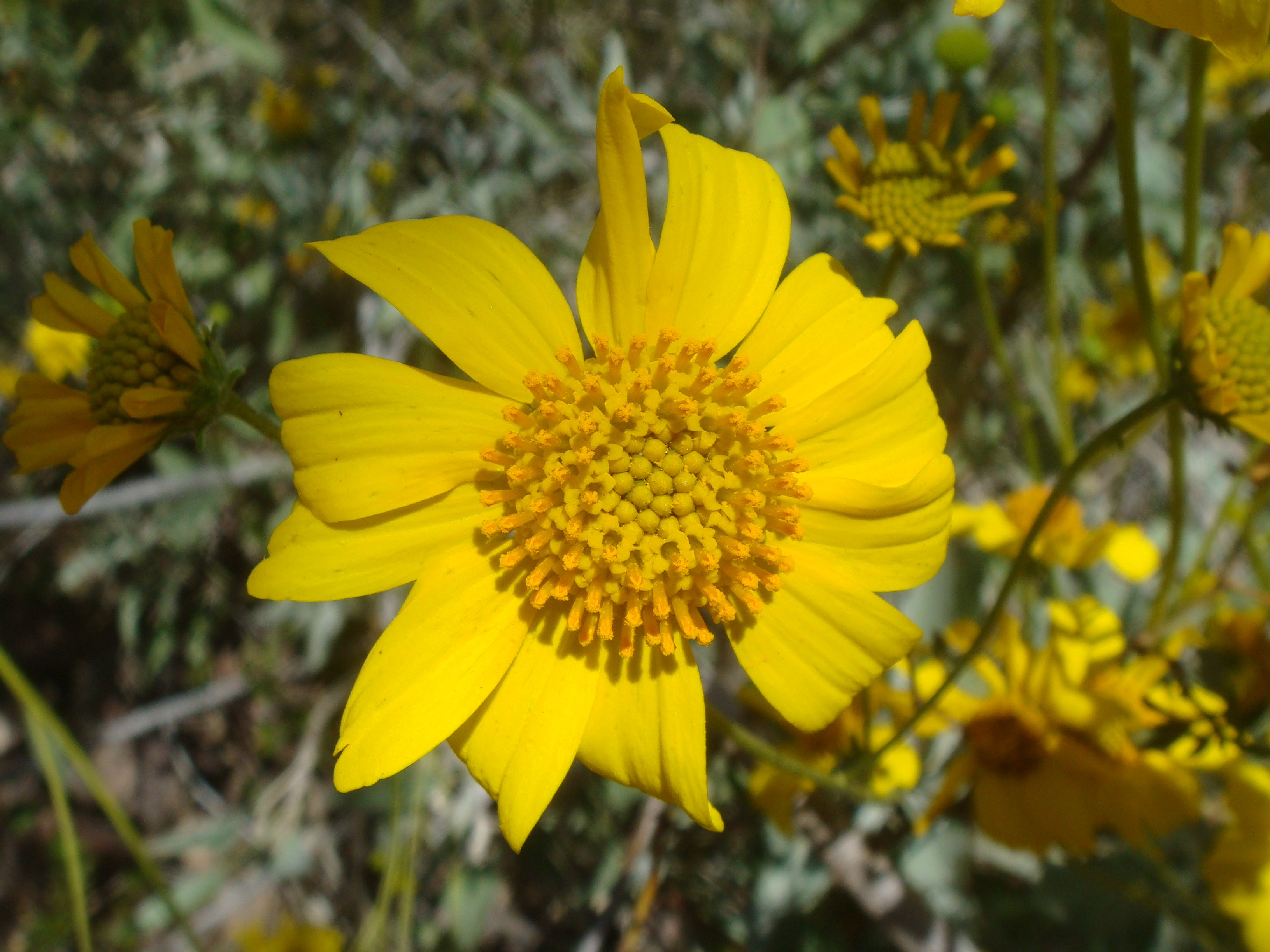
Détail d'un capitule.

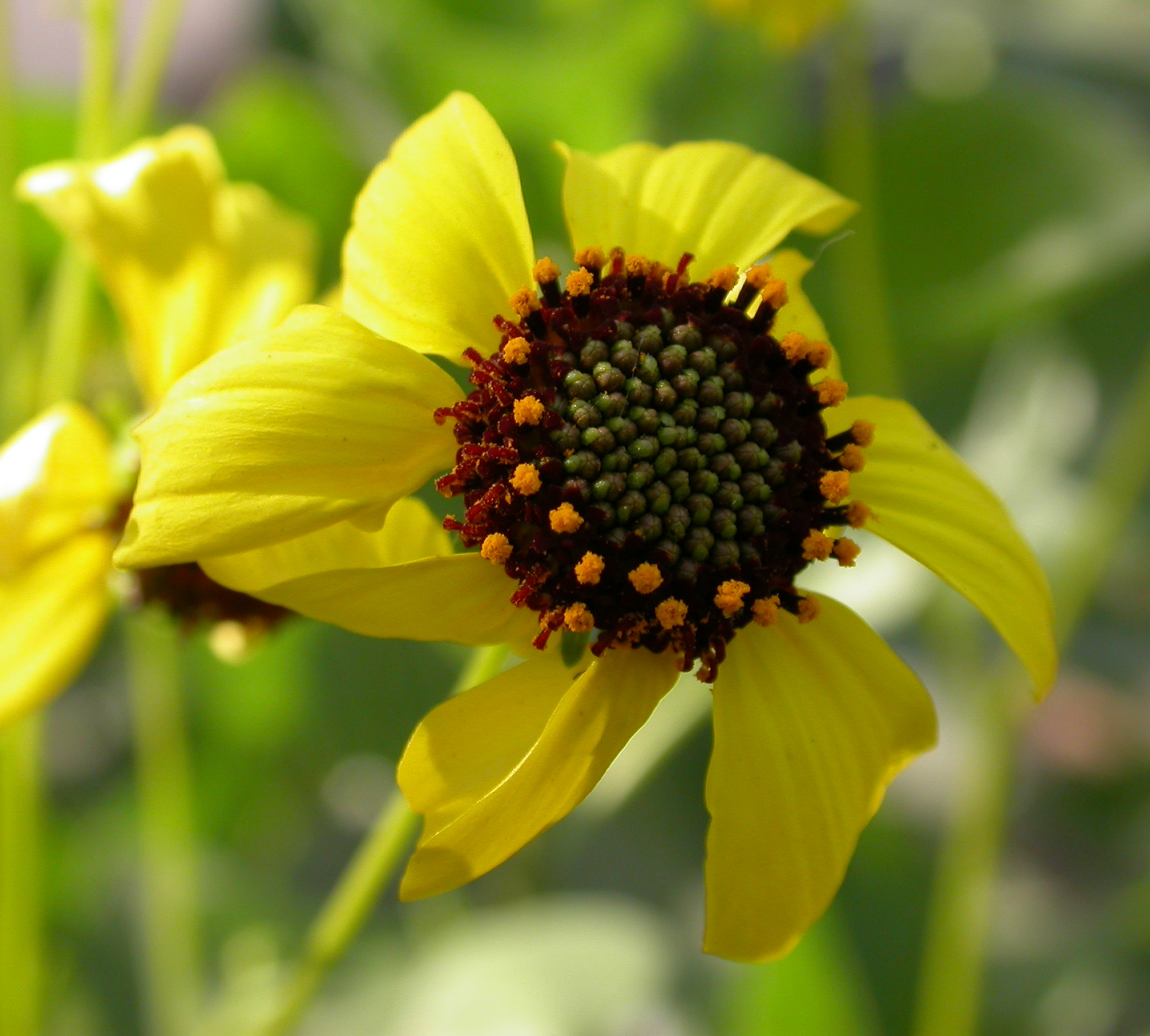
Encelia farinosa var. radians.

### Appareil végétatif
Cette plante forme un buisson gris argenté de 90 à 150 cm de hauteur. Les feuilles, de 3 à 10 cm de long, sont pétiolées, ovales, couvertes de poils gris.

### Appareil reproducteur
L'inflorescence est un capitule jaune qui s’épanouit en petits groupes de capitules au sommet de longues tiges florales ramifiées, bien au-dessus du feuillage. Les tiges exsudent par temps chaud une résine odorante. Chaque capitule, qui mesure de 5 à 7,5 cm de diamètre, est constitué de 8 à 18 fleurons ligulés de 6 à 15 mm de long, entourant un centre jaune ou brun composé de fleurons tubulaires enveloppés d'une bractée.
Le fruit est un akène sans pappus ni écaille.
La floraison a lieu entre mars et juin.

### Espèce proche
Une espèce proche, Encelia californica, ne présente qu'un seul capitule par tige florale.

## Répartition et habitat
Cette plante vit dans le sud-ouest des États-Unis et au nord-ouest du Mexique. Sa limite nord va de la Californie à l'Utah et à l'Arizona.
Elle pousse sur les pentes et replats arides des zones désertiques.

## Encelia farinosaet l'homme
La résine exsudée par les tiges était mâchée par les Amérindiens. Elle fut aussi utilisée comme encens dans les églises de Basse-Californie.